# حشمت‌رود
حشمت‌رود یک کانال انتقال آب است که توسط روستاییان منطقۀ سیاهکل گیلان و به ابتکار ابراهیم حشمت در اواخر دورۀ قاجار حفر شده‌است. این رودخانه از رودخانه‌های مهم آستانه اشرفیه و کیاشهر به‌شمار می‌آید.

## تاریخچه
دکتر ابراهیم حشمت از ناحیه ده کیلومتری غرب سیاهکل روستای تازه آباد مرزیان که رودخانهٔ دیسام از آن می‌گذرد تا ساحل دریای کاسپین و به طول تقریبی چهل کیلومتر دست به کندن کانالی و اتصال آن به رودخانهٔ دیسام زد تا آب مزارع روستاییان آسان‌تر فراهم شود. گفته شده‌است که در ساختن این کانال، پنج هزار نفر کارگر به مدت شش ماه همکاری داشتند.
این رود نقش بسیار مهمی در رهایی اراضی مابین رودخانه‌های سپید رود و شیمرود از خشکسالی داشت و در رونق کشاورزی منطقه تأثیر بسزایی نهاد.
شادروان ابراهیم فخرایی که از یاران میرزا و نویسنده کتاب سردار جنگل است، در قسمتی از یادداشت‌های خود آورده‌است: 
… باز هم گلی به جمال زارعین لاهیجان که به قراری که شنیده‌ام، هر وقت محصول برنج شمال را که از آب حشمت رود مشروب می‌شود برمی‌دارند، قسمتی از آن را به نام خیرات و شادی روح احداث‌کننده حشمت رود برای مستضعفین و بینوایان اختصاص می‌دهند.